# Ablaze!

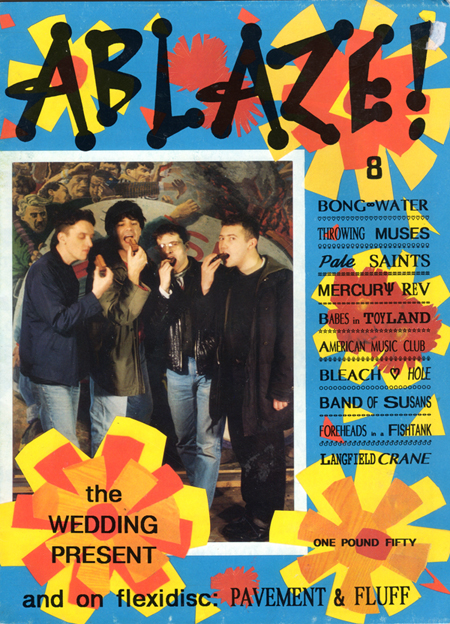
Portada de Ablaze! número 8, 1991, con The Wedding Present.

Ablaze! es un fanzine británico de música indie, producido en Manchester y Leeds . ¡Ardiendo! se publicó en diez números entre 1987 y 1993, y volvió para un undécimo número en 2015. Diez números del zine se recopilaron en un libro, The City Is Ablaze!, publicado en 2012.

## Historia

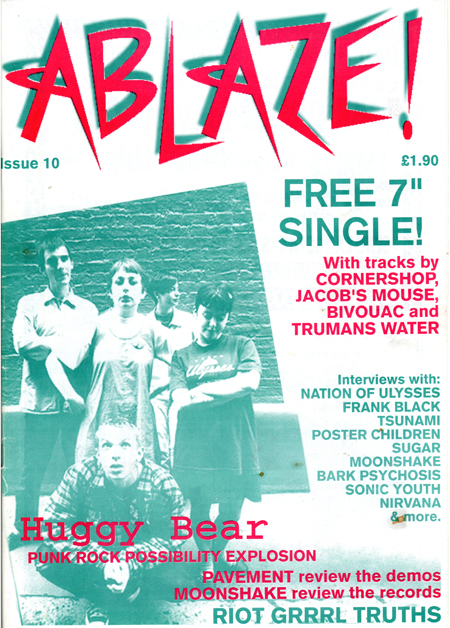
Portada de Ablaze! número 10, de 1993, sobre Riot Grrrl. Huggy Bear fueron las estrellas de portada.

La revista Ablaze! publicó en diez números entre 1987 y 1993, y regresó para publicar un undécimo número en 2015.
En la década de 1980 Ablaze! fue uno de los primeros en brindar apoyo a las bandas "noisenik" del Reino Unido  como Dog Faced Hermans, The Wedding Present y Walkingseeds, y de las bandas de noise rock y grunge estadounidenses como Sonic Youth, Dinosaur Jr, Throwing Muses, Pixies, Mudhoney y Nirvana.
En la década de 1990 Ablaze! continuó defendiendo a muchas de las bandas indie, shoegaze y punk de la época, como The Pastels, My Bloody Valentine y Lush del Reino Unido, Sugar y Nation of Ulysses de los Estados Unidos. Ablaze! fue una gran influencia en cuanto a la divulgación sobre el movimiento Riot Grrrl en el Reino Unido.
A partir del número 5, se regaló un disco flexible gratis con cada número, y con el número 10, un sencillo de 7 " gratis. Estos incluyeron pistas exclusivas de actos como The Wedding Present, Pavement y Cornershop.
A partir de su octava edición, el fanzine se distribuyó en el Reino Unido, Europa y América del Norte.

## Carácter distintivo
El estilo de Ablaze! fue fundamentado en la ética DIY que había surgido del punk, que evitaba involucrarse con las corrientes dominantes, especialmente con los sellos discográficos corporativos no independientes. El tono del contenido era más personal y más político que el de la prensa musical británica, como puede verse en esta cita de Karren Ablaze!. en 1993:
Ablaze! es un fanzine porque somos fanz, fanáticos, entusiastas, extremistas, estamos locos por las cosas que nos gustan y ese hecho no puede cambiar, excepto que estas pasiones son tan reales que tienen fechas de caducidad, determinadas por mi propia química .
Un emblema de este enfoque fue la sección de reseñas de discos de Ablaze!, que ofrecía evaluaciones humorísticas y mordaces de los últimos lanzamientos.
Ablaze! también se destacó por su perspectiva feminista y más tarde Riot Grrrl en la escena musical underground, donde la mayoría de las veces tanto los músicos como los comentaristas eran hombres. Un editorial extenso en el número 7 (1990) titulado "Nuevas voces, nuevas guitarras" defendía la "música que celebra una sexualidad no fálica" contra los "empujones trillados y objetables del rock masculino". El número 10 incluía Girlspeak, el manifiesto de Girl Power International y "Cinco estrategias para liberar el poder femenino", que animó a los lectores a fotocopiar y distribuir.
Ablaze! operaba un servicio internacional de distribución de fanzines, 'Worldwide Contagion', y en sus páginas incluía cobertura de la escena de fanzines del Reino Unido, así como cobertura de fanzines y otras publicaciones alternativas en Europa y América del Norte.

## Colaboradores
Ablaze! fue editado y principalmente escrito, diseñado y editado por Karren Ablaze! . Otros colaboradores incluyeron a los escritores Lucy Nation (Chris Trout), Gavin B., Justine Wolfenden (Hemiola Records), Steve Albini, Andrew Truth, Mark Williams, Ian Michael Hodgson, Bela Emerson, John Robb, Terry Bloomfield, Richard Rouska, Simon Morris (Ceramic Hobs), el diseñador gráfico William Potter y los fotógrafos Ian T Tilton, Greg Neate y Tony Woolgar.

## Legado

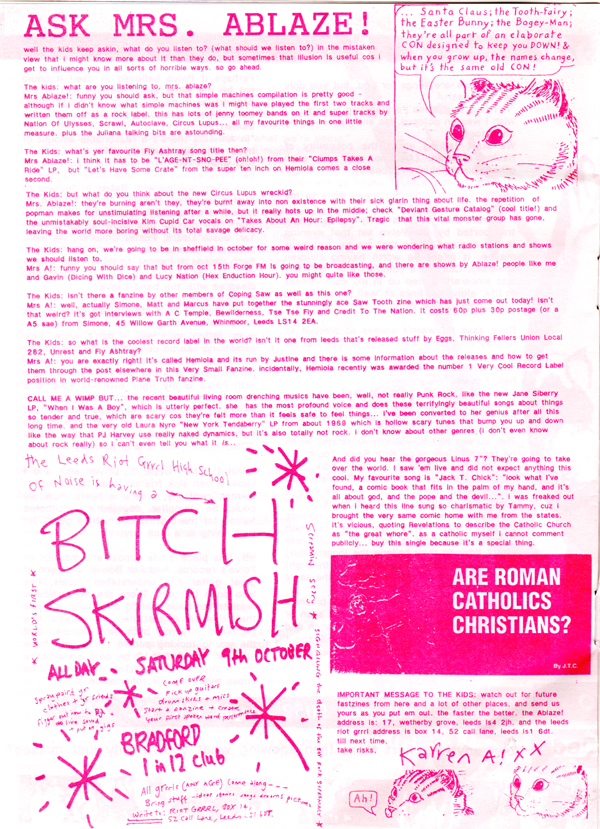
Página "Pregunte a la Sra. Ablaze" del último 'mini Ablaze!' con un anuncio para el festival aRiot Grrrl en el 1 in 12 Club en Bradford, 1993.

Karren Ablaze! pasó a liderar los grupos de Riot Grrl Coping Saw  y Wack Cat.  
Ha habido un interés creciente en la era anterior a Internet de los fanzines. El crítico musical Simon Reynolds escribió sobre el legado continuo y el atractivo del movimiento fanzine para The Guardian en 2009, y en el mismo año Karren Ablaze! fue invitada por The Cribs para escribir sobre fanzines en general y sobre Ablaze! en particular durante su edición invitada de la sección musical de The Guardian . Ablaze! aparece en el libro Fanzines de Teal Triggs ( Thames and Hudson, 2010).
Ablaze! ha sido citada en debates sobre las mujeres en la música rock, incluidos los libros Sexing the Groove: Popular Music and Gender ( Routledge, 1997), y Riot Grrrl. ¡Estilo de Chica Revolución Ahora! ( Perro Negro, 2009). 

## Libros
- ¡La ciudad está en llamas!: La historia de un popzine post-punk, 1984-1994. Autoeditado / Mittens On, 2012.ISBN 978-0957427006 .